# Bezirksgericht Suhl

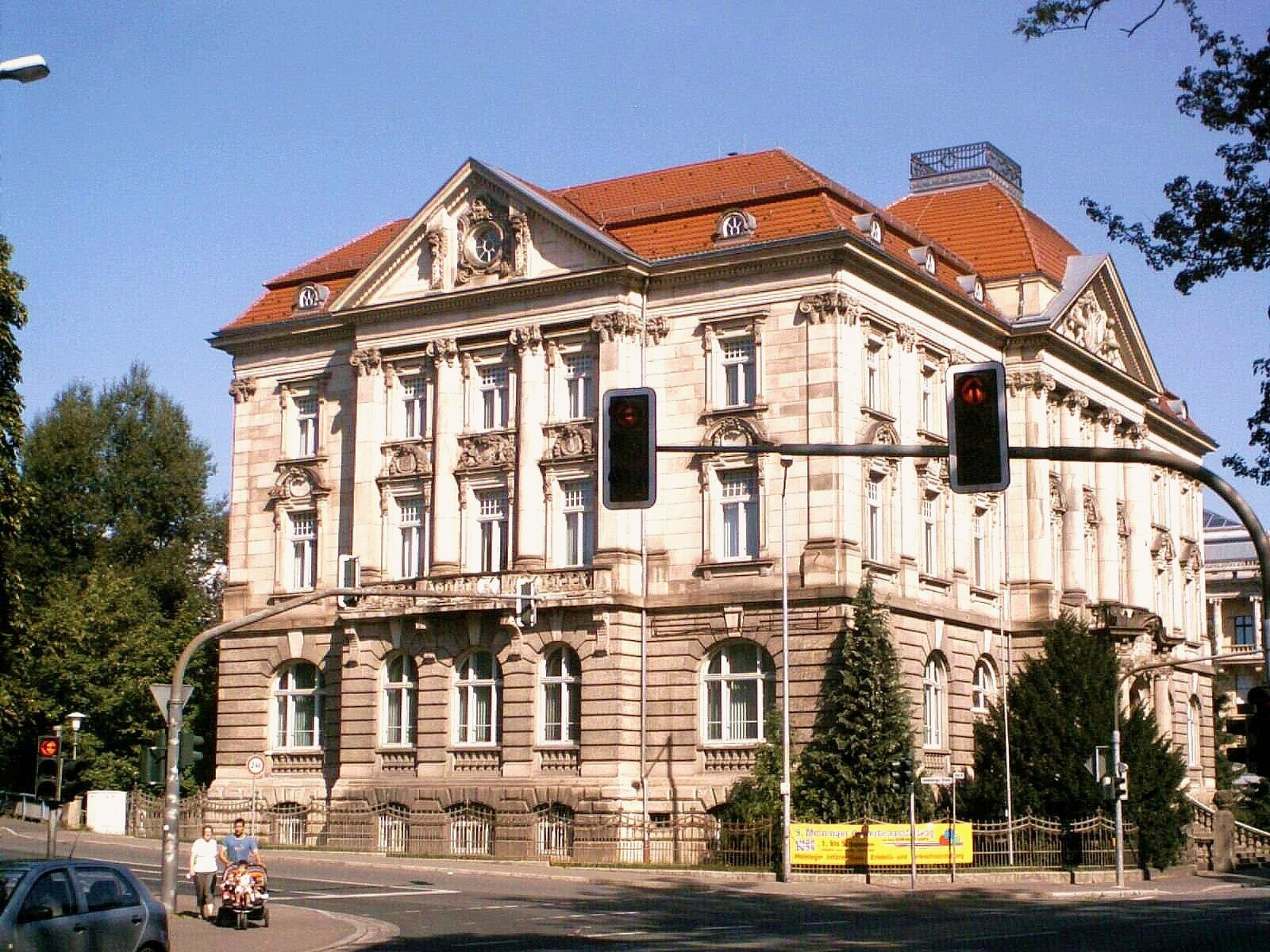
Das Gerichtsgebäude in Meiningen

Das Bezirksgericht Suhl war ein Bezirksgericht in der DDR mit Sitz in Meiningen. Vorgänger und Nachfolger war das Landgericht Meiningen. Mit dem Gerichtsverfassungsgesetz der DDR aus dem Jahr 1952 wurden die bisherigen Amtsgerichte und Landgerichte aufgelöst und auf Ebene der Bezirke neue Bezirksgerichte gebildet. Sie bestanden bis 1990. Im Bezirk Suhl wurde das Bezirksgericht Suhl mit Sitz in Meiningen gebildet. Im November 1990 erfolgte die Rückbenennung nach Landgericht Meiningen. Dem Bezirksgericht Suhl waren folgende Kreisgerichte untergeordnet:
- Kreisgericht Bad Salzungen
- Kreisgericht Hildburghausen
- Kreisgericht Ilmenau
- Kreisgericht Meiningen
- Kreisgericht Neuhaus
- Kreisgericht Schmalkalden
- Kreisgericht Sonneberg
- Kreisgericht Suhl

Dem Bezirksgericht Suhl übergeordnet war das Oberste Gericht der DDR.

## Verfahren
- 1960: Strafverfahren gegen Volker Frommann